# DJ KOO
DJ KOO（ディージェイ・コー、本名：髙瀨 浩一（たかせ こういち）、1961年〈昭和36年〉8月8日 - ）は、日本のDJ、音楽家、サウンドクリエイター、バラエティタレント。東京都出身。TRFのメンバー・リーダーでDJ担当。日本のダンス・ミュージックを黎明期から知る。他、The JG's、WEST 87、Phal、シュウマイDJ、WILLとしても活動。

## 来歴
柏日体高等学校（現・日本体育大学柏高等学校）出身。在学中はラグビー部に所属し、ポジションはスタンドオフだった。高校卒業後は神田外語学院に進学。
新宿のディスコ「カンタベリー・ハウス」「B&B」においてDJを務め、1986年にはリミックス・ユニット『The JG's』を本田勝裕（dj honda）・大場次一らと結成し、リミックスやプロデュースを手がけた。The JG'sでは、「和製洋楽」と言われた「Set The Fire」をはじめとした楽曲がディスコでヒットした。久保田利伸、C-C-B、早見優、岩崎良美、ザ・ピーナッツなど、リミックスを手がけた楽曲も膨大にあり、各社のユーロビート・オムニバス・アルバムのノンストップ・ミックスも多く手がけた。
1988年には初のオリジナル・アルバム『The JG's』を発表。ニューヨークのUnique Recording Studiosでレコーディングが行われ、REGINA、Dan Gilroy (Breakfast Club)、ケンジ・ヒノなど多彩なゲストが参加した。「SHAKE ME DOWN」や「HEAT!」ではメイン・ボーカルも務めた。「TOKIO」のラップは、一部歌詞を変えて後にtrf「Impression of trf」としてセルフカバーした。メンバーチェンジを経て1990年にはシングル「地球は素敵なサーカス」（アメリカサーカスCMソング）、1991年には「SPARK IT UP」（鈴鹿サーキットCMソング）をリリース。
1992年に結成されたTRFでは、ミリオンセラーを多数生み出した。EUROGROOVE・H Jungle with tにも参加。MSTの田代隆廣と共にユニットWEST 87としても活動、「CAFE」では日本ダンスチャートの1位を獲得し、ラテンディスコ（ラテングルーヴ）ブームのきっかけを作った。プロデュース・ユニット「the Factory」として井手麻理子を発掘、V6にも楽曲を提供。1996年、宇都宮隆のライヴツアー『Tour '96 easy attraction』にゲスト参加し、TM NETWORKの楽曲『DIVE INTO YOUR BODY』のDJを担当した。TRFにおいては作詞・作曲も手掛けた。
全盛期のテレビ出演及びライブ時には前にターンテーブル、CDJ、ミキサー、横及び後ろにシンセサイザーを配置していた。視聴者からキーボーディストと勘違いされることがしばしばあったが、シンセサイザーは、サンプリング音がアサインされた鍵盤を叩くほかはカラ弾きの場合が多く、あくまでDJだった。
2000年にはTRFのノンストップリミックス・アルバム『Burst drive Mix』を発売。2002年にはマニピュレーターのTessey Nakanoと共にユニット「PHAL」としてマキシシングル「zento with PHAL」を発表、2004年にはFENCE OF DEFENSEの山田わたるとユニットWILLを結成、2006年にはアルバム『Nagi 〜A Moment of Clarity〜』を発売。天上智喜の楽曲の編曲も担当した。
2007年3月放送の『ポップジャム』の最終回（TRFが出演）では、スペシャルDJとしてDJプレイを披露した。
2013年、アニメ『プリティーリズム・レインボーライブ』では、本人をモデルとしたキャラクター、「DJ.Coo」が登場。森久保祥太郎が声優を担当。主題歌や挿入歌でもTRF往年のヒット曲カバーが多数用いられた。
2014年からはバラエティタレントとしても活動しており、頓珍漢な天然ボケ・エピソードを次々と披露し、バラエティ番組で引っ張りだことなっている。
2015年、『avex ミュージックけん玉 DJ KOO fromTRF』発売。
2016年、書籍『EZ DO LIFE!』発売。
2017年、『DJ KOO CLUB MIX -PARTY HITS MEGAMIX-』リリース。9月25日、脳動脈瘤の手術を受けていたことを公表。
2018年、『DJ KOO CLUB MIX  -PARTY HITS MEGAMIX 2-』をリリース。孝藤右近とのユニット「UKOON」として盆踊りに出演。公式YouTubeチャンネル『YouTuber DJ KOO』開設。
2019年11月9・10日には「アイドルマスター シンデレラガールズ7th LIVE TOUR Special 3chord♪ Funky Dancing! @NAGOYA DOME」にてサプライズ出演。「EZ DO DANCE」でシンデレラガールズとコラボレーションしたほか、2日目にはシンデレラガールズの楽曲をリミックスしてDJプレイも披露した。以降も『シンデレラガールズ』関連と係わりを持ち、2020年8月21日からはゲーム『アイドルマスター シンデレラガールズ スターライトステージ』でコラボキャンペーン「DJ KOOのデレステ最KOO！」が開催され、DJ KOOがMixを手掛けたメドレー楽曲の収録や期間限定で本人役としてゲーム内に登場などが行われた。9月6日未明には生配信番組「THE IDOLM@STER CINDERELLA GIRLS LIVE Broadcast 24magic 〜シンデレラたちの24時間生放送!〜」の1コーナー「Funky Dancing Night!」に出演し、ここでもシンデレラガールズやTRFの楽曲をリミックスしてのDJプレイを行った。
2021年4月、大阪芸術大学芸術学部演奏学科の客員教授に就任。DJのスキル・テクニック・パフォーマンスなど技術面とともに、歴史や変遷なども講義している。
2022年9月、SAMとともに、京都府京丹後市「いきいき健康長寿応援大使」に就任。
2024年8月30日には、SAMと結成したJ-RAPユニット『B.O.C』としてデビュー。ユニット名は「BEEF OR CHICKEN?」の略で、SAMとDJ KOOがTRFとしてデビューする前、海外へ向かう旅客機で毎回乗務員から「BEEF OR CHICKEN?」と尋ねられていたことが由来になっている。同日にリリースしたデビュー曲「NARIYAMA NIGHT」には、フィーチャリング・アーティストとして呂布カルマ、作曲・編曲として小室哲哉、リリック（作詞）としてDJ CHARI、Ry-laxが参加している。

## 人物
一人っ子。小学校の頃は沢田研二の大ファンだった。1980年には芸人として『笑ってる場合ですよ!』に出演し、DJネタを披露したことがある。親交のある古坂大魔王からは「元々芸人」と評されている。
有名になる前のDJ機材は自費であり、給料だけでは足りず、複数の消費者金融から借金をしていた。更に機材のセッティングや撤収も全て自分で行っていた。ブレイク後の機材は自分の希望するものを会社が準備してくれるようになり、機材のセッティングや撤収もスタッフが行う様になった。DJミキサーには「dAnce to positive」ツアーから、オーディオテクニカのAT-MX200“DJ KOO”スペシャルモデルを使用し、AT-MX45には、開発段階から関わった。カートリッジはATDS3を愛用している。パイオニアのCDJを初期段階から愛用した。
大の落語ファンで、古風な江戸っ子。作曲家・伊福部昭を尊敬するゴジラ・フリークであり、2014年公開の映画「GODZILLA_ゴジラ」では、自らの売り込みでオフィシャル・サポーターに任命された。外国産クワガタの知識も豊富。ブラジリアン柔術、サーフィン、けん玉、卓球の経験もある。
日本盆踊り協会 特別芸術顧問。
年間1000個以上食べるパン好きとしても有名である。
元々は、ブラック・サバスのコピーバンドなどをやるロック少年だった。
横浜ベイサイドクラブのイベント「TK RAVE FACTORY」を開催する際に、横浜ベイサイドクラブからDJ KOOにオファーが舞い込み、主催者の小室哲哉の音楽への造詣の深さに感動し、「押しかけ付き人」と称して小室の作業を見ながらリハーサル・レコーディング作業・雑用等をこなした。「EZ DO DANCE」から事実上の共同プロデューサーとしても関わるようになり、主に小室から仮歌が入ったデモテープと簡単なイメージワードをもらい、その意図をくみ取る形でYU-KIのボーカルのディレクション・ピッチ修正・リズム修正・ノイズ処理等のミキシング作業をDJ KOOとYU-KIの主導で行っていき、出来上がったボーカル音源を小室と2人でチェックするという流れが基本として出来上がった。その他にも小室の色々なセッションにクレジットの有無に関わらず必ずスタッフとして付くようになり、マルチトラック・レコーダーが回る前からレコーディング作業に関わるようになる。小室とサウンド関連のコンセプトのミーティングを行い、マニピュレーターとして既に存在しているプリセット音源のデータを基にダンサーが踊りやすいリズムを開発・修正していた。ハイハットの音色が1個入る所からプロモーションまで密着し、マルチトラック・レコーダーを抱えて次のスタジオに走ることもあった。
テレビ・ライブ等の表舞台に出る際は「1時間半のワンパートでフロアを盛り上げる」という本来のDJの仕事から外れ、「平均3分・1曲の間を盛り上げて」という小室の指示に応えるために、公演毎にグルーヴをその場でボタン1つで変えたり、観客を普段のDJのノウハウ通りにアクションで煽り、自分のブースやビジュアルにインパクトを持たせることで対応した。最も当時は「盛り上げる」というより「何とか3分持たせる」ことができるように努めていた。
TRFの黄金期には、ドレッドロックスをしていた（本人曰く、ジーザス・ジョーンズを意識したとのこと）。街頭スピーカーのメーカー名を予め下調べしてから番組ロケに臨むなど、特異な傾向がしばしばある。風貌から魔法使い（悪い魔法使い）と言われがちな事を逆手に取り、とある楽曲の方向性について、“呪いっぽい感じがいい。”とそれらしい発言をしたところ、冗談と受け取られなかったエピソードがある。後にそれは呪いではなくノリだったと撤回しているが、現在でも「帽子とって!」と言われると「呪っちゃうぞ!」と返す定番ネタとして定着している。1990年代半ば以降のメディア露出は、基本的にサングラスと帽子というスタイルである（サングラスについては、時々外すことがある）。
全く酒が飲めない下戸である。風貌からのイメージで酒豪だと思い込んだYOSHIKIから「KOOちゃん飲めるでしょ 」と乾杯の酒を勧められ、断れずに飲んだ後トイレで気絶したことがある。「本当に飲めないんだね 」とYOSHIKIが悪い笑みを浮かべながら背中をさすってくれたという逸話がある。因みに飲み会には小室哲哉とSAMも同席していた。わずかな量で意識が無くなると告白し、更には呼吸停止に陥った事もある。酒好きのYU-KIからもよく飲まされている。
4歳年下の妻と娘がいる。恐妻家であり、お小遣い制でクレジットカードも持たせてもらえないという。また、妻は旅行の行先も教えてくれず、さらにKOOは自分が賃貸に住んでいるのか分譲に住んでいるのかも把握できていない。子煩悩で、授業参観や保護者会にも積極的に参加していた。仕事柄ヘアスタイルが派手であったため、せめて服装はと毎回スーツを着用して臨んでいたという。
海外旅行する際は、TVリモコンを持っていく。TRFのミュージック・ビデオ撮影でドバイへ向かった際、現地空港で取調室に連れていかれた。自分は音楽家であることをアピールし、「EZ DO DANCE」のラップを披露して危機を免れた。
風貌とは裏腹に真面目な性格で、バラエティ番組のアンケートには事細かに答え、もし取材NGの場所があった時の予備も書いてあり、書き切れない際は別紙に書いて提出する。またバラエティ番組に出演するときは、事前にその番組のVTRや予習ノートを付けて予習をしている。その理由としてKOO曰く「芸人と同じ戦場（番組）で戦うための唯一の手段が予習」であり、バラエティ番組に出演するようになってからは、一つの仕事に必死で意気込む芸人の姿を見て尊敬するようになった。予習は、芸人に対する敬意であるとのこと。予習のみならず復習も欠かさない。自身が出演した番組の映像は妻子とともに見ており、見終わったら全員で反省会をする。妻子から駄目出しを食らうこともしばしばある。
「アイドルマスター シンデレラガールズ スターライトステージ」のプロデューサー（通称P。この項目ではゲームプレイヤーやファンを表す総称の意味）でもある。「アイドルマスターシンデレラガールズ7th LIVE TOUR Special 3chord♪ Funky Dancing! @NAGOYA DOME」に出演した。以後シンデレラガールズ スターライトステージのPとして度々SNSにて活動の様子を採り上げている。
17 Liveのライバー。

## 作品

### シングル
- HAPPY CLAP（配信限定）（2019年10月25日）
- GIRLS LIKE ME（配信限定）（2019年11月1日） - aolo Ortelli a.k.a. Spankers, DJ KOO ft. Simona Nae名義
- brave up!! feat.DJ KOO（lol-エルオーエル- ）
- CINDERELLA NONSTOP MEDLEY -DJKOO Mix-（2020年8月21日） - ゲームアプリ内限定
- TRF×CG -DJKOO Mix-（2020年8月21日） - ゲームアプリ内限定
- EVERYBODY! EVERYBODY!/YOU YOU YOU（2021年5月19日） - 芹澤優 with DJ KOO & MOTSU名義[28]
- NARIYAMA NIGHT feat. 呂布カルマ, Ry-lax, DJ CHARI & 小室哲哉（配信シングル）（2024年8月30日）- B.O.C名義[12]
- 最KOO DE DANCE（2025年10月1日、2025年8月2日に先行配信） - DJ KOO x BEYOOOOONDS名義[29][30]

### アルバム
- DJ KOO CLUB MIX –PARTY HITS MEGAMIX-（2017年6月14日） FARM-449
- DJ KOO CLUB MIX –PARTY HITS MEGAMIX 2-（2018年3月21日） FARM-470
- KING OF PARTY mixed by DJ KOO（2019年11月6日） FARM-507
- DJ KOO 17 MUSIC FACTORY（17 Livers with DJ KOO）
- DanceDanceRevolution 20th Anniversary Non Stop Mix Mixed by DJ KOO

### DVD
- 佐々木彩夏「AYAKA-NATION 2017 in 両国国技館 LIVE DVD」（2018年6月6日） KIBM-728/9

19位（オリコンDVDランキング）

### Blu-ray
- 佐々木彩夏「AYAKA-NATION 2017 in 両国国技館 LIVE Blu-ray」（2018年6月6日） KIXM-325

5位（オリコンBlu-rayランキング）

### 著書
- EZ DO LIFE! 人生はいつだって“今”がいちばん楽しい!（2016年2月25日、小学館）ISBN 978-4-09-363738-1
- DJ KOO流　心・体・脳の整え方（2022年8月1日）

## 主な出演

### テレビ番組
- スッキリ（日本テレビ） - 「WEニュース」2020年3月マンスリーMC
- NHK紅白歌合戦（NHK総合・ラジオ第1） - 三山ひろしのサポート
  - 第67回NHK紅白歌合戦（2016年）
  - 第68回NHK紅白歌合戦（2017年）
  - 第69回NHK紅白歌合戦（2018年）
  - 第70回NHK紅白歌合戦（2019年）
  - 第71回NHK紅白歌合戦（2020年）
  - 第72回NHK紅白歌合戦（2021年）
  - 第73回NHK紅白歌合戦（2022年）
  - 第74回NHK紅白歌合戦（2023年）
  - 第75回NHK紅白歌合戦（2024年）
- DJ KOOのココDO KOO!? (CS テレ朝チャンネル1)（2019年 - 2020年・2022年-現在)
- DJ KOOのどうぶつ最KOOOO!!（テレビ静岡）
- ビットワールド（NHK Eテレ） - Dr.キャラメロ 役
- 天才てれびくん　 天てれ30thパーティー(毎週火曜日)（2023年、NHK Eテレ）
- 歌える！J-POP黄金のヒットパレード決定版！（NHK BS）‐司会
- 歌える！J-POP黄金のベストアルバム30m（NHK BS）-司会

### ドラマ
- クリスマスキス～イブに逢いましょう（1995年、テレビ東京）-  本人 役
- KING OF DANCE 第3話・第5話（2020年4月25日・5月9日、読売テレビ） - KOD MC・DJ KOO（本人） 役[31][32]
- 必殺仕事人（2023年1月8日、朝日放送） - 遊郭『紅屋』主人・サク兵衛 役
- 何かおかしい2 第6話「猫又様」（2023年5月10日、テレビ東京） - 本人 役[33]
- パリピ孔明 第7話（2023年11月8日、フジテレビ） - 浩瀬 役[34]
- 筋トレサラリーマン 中山筋太郎 第2弾（2024年3月28日、読売テレビ・日本テレビ）[35]

### ラジオ
- 〜DJ KOO presents〜「BEAT GOES ON」（FM FUJI）
- アフター6ジャンクションライブ&ダイレクト（2018年4月 - 、TBSラジオ・JRN一部局） - 月1レギュラー
- DJ KOO × REBOOT THE WORLD（2022年11月 - 、ラジオ関西・ラジオNIKKEI第1）

### CM
- セガゲームス オルタンシア・サーガ -蒼の騎士団-（2015年）[36]
- 全国自治宝くじ事務協議会・みずほ銀行宝くじ部「サマージャンボ宝くじ」（2018年） - TRFとして
- 住宅情報館（2019年）
- マギアレコード 魔法少女まどか☆マギカ外伝（2019年7月）
- 日本蒸留酒酒造組合（2020年）[37]
- ユニ・チャーム「シルコット」（2022年 - ）
- ACジャパン「2023年度支援キャンペーン 日本心臓財団『EZ DO検脈!』」（2023年7月 - 2024年6月）[38]
- テーブルマーク「まるぐラーメン お悩み解決」篇（2023年9月15日 - ）[39]
- ヤクルト 豆乳の力「豆パ」篇（2024年10月3日 - ） - 天の声 役（声の出演）[40]
- モンスターストライク モンスト夏のキャンペーン「昭和百年のモンスターストライク」 「モンスト体操」篇　(2024年8月)

### 映画
- とんかつDJアゲ太郎（2020年10月30日公開、監督：二宮健、ワーナー・ブラザース映画） - DJ KOO（本人） 役[41]
- はたらく細胞（2024年12月13日公開、監督：武内英樹、ワーナー・ブラザース映画） - 神経細胞 役[42]
- パリピ孔明 THE MOVIE（2025年4月25日公開、監督：渋江修平、松竹） - 浩瀬 役[43]

### Web番組
- 風雲!たけし城（2023年4月21日 - 、Amazon Prime Video）

### MV
- fripSide「clockwork planet」（2017年）
- ザ・リーサルウェポンズ「押すだけDJ」（2020年）

### テレビアニメ
- 異世界魔王と召喚少女の奴隷魔術Ω（2021年5月21日） - 街のDJ 役（声の出演）
- パリピ孔明（2022年6月7日） - ラップバトル司会 役（声の出演）

### ゲーム
- アイドルマスター シンデレラガールズ スターライトステージ（2020年8月21日、バンダイナムコエンターテインメント） - 本人役（声の出演）